# Spondent Pariter
Spondent Pariter, conosciuta anche come Spondent quas non exhibent (Promettono ciò che non possono), è una decretale emanata tra il 1316 e il 1334 da papa Giovanni XXII per condannare l'alchimia. È integrata nelle Extravagantes Communes sotto la voce De crimine falsi (titulus VI) e, successivamente, è stata inserita nella raccolta del Corpus iuris canonici. 

## Contenuto
La decretale non era dovuta a motivi religiosi. L’attenzione dell’autorità ecclesiastica verteva esclusivamente sull’alchimia metallurgica e sulle sue conseguenze pratiche, relative alla fabbricazione e messa in circolazione di metalli adulterati. Era rivolta ai falsari di moneta e ufficializzava l’insofferenza della Chiesa nei confronti delle pratiche trasmutatorie diffuse in quegli anni. Essa, infatti, si inscrive in un preciso contesto economico inerente ai provvedimenti che il papa adottò nel 1322 contro coloro che falsificavano la moneta francese. Nel documento, papa Giovanni XXII condannava gli alchimisti colpevoli di promettere ricchezze che nemmeno loro possedevano. (Ciò che era presente in natura non poteva essere riprodotto fedelmente, ma solo imitato). Essi ingannavano il popolo «ignorante» fingendo di produrre «vero oro e vero argento che non si trova in natura» attraverso la trasmutazione dei metalli.
La condanna per chiunque avesse prodotto oro o argento alchemicamente, ordinato di farlo, prestato aiuto nel corso delle operazioni o fatto uso consapevolmente di questo, consisteva nel versare all’erario pubblico una somma di oro e argento pari a quella dei metalli prodotti artificialmente. Inoltre, chiunque avesse continuato a produrre il metallo alchemico o a servirsene sarebbe stato «bollato col marchio dell’infamia perpetua». Nel caso in cui le sostanze a disposizione del colpevole non fossero state sufficienti a pagare la pena pecuniaria stabilita, il giudice avrebbe potuto commutare tale pena in un'altra (ad esempio il carcere) tenute in considerazione le circostanze in cui il reato era avvenuto. La pena prevista, invece, per chi si fosse spinto oltre coniando e fondendo monete false o inducendo altri a farlo era la confisca dei loro beni oltre alla maledictio che fossero in perpetuo «coperti di disonore e ignominia». 
Nella parte finale della decretale il papa si rivolgeva ai religiosi: se fossero stati loro i colpevoli di tale reato, oltre alle pene precedenti, sarebbero stati privati dei benefici di cui godevano e non avrebbero potuto conseguirne nemmeno in futuro.    